# Кардиналы-выборщики на Конклаве 1740 года
| Страна                    | Количество выборщиков |
| ------------------------- | --------------------- |
| Итальянские государства   | 50                    |
| Франция                   | 6                     |
| Священная Римская империя | 5                     |
| Испания и Португалия      | 3                     |
| Речь Посполитая           | 1                     |

Следующие кардиналы-выборщики участвовали в Папском Конклаве 1740 года. Список кардиналов-выборщиков приводятся по географическим регионам и в алфавитном порядке.
После смерти Папы римского Климента XII 6 февраля 1740 года было шестьдесят восемь кардиналов. Пятьдесят один из них принял участие в окончательном голосовании. Четверо умерли в период Sede vacante. Кардинал Трояно Аквавива д’Арагона представил вето испанского короля Филиппа V против избрания кардинала Пьер Марчеллино Коррадини. Кардинал Просперо Ламбертини был избран и принял имя Бенедикт XIV.
В Священной Коллегии кардиналов присутствовали следующие кардиналы-выборщики, назначенные:
- 2 — папой Александром VIII
- 14 — папой Климентом XI;
- 1 — папой Иннокентием XIII;
- 19 — папой Бенедиктом XIII;
- 32 — папой Климентом XII.

## Римская Курия
1. Алессандро Альбани, O.S.Io.Hieros., кардинал-дьякон с титулярной диаконией Санта-Мария-ин-Козмедин;
2. Аннибале Альбани, кардинал-епископ Сабины, камерленго, архипресвитер патриаршей Ватиканской базилики, префект Священной Конгрегации фабрики святого Петра;
3. Джулио Альберони, кардинал-священник с титулярной церковью Сан-Кризогоно;
4. Джованни Баттиста Альтьери младший, кардинал-епископ Палестрины[1];
5. Лоренцо Альтьери, кардинал-протодьякон, апостольский легат в Равенне (не участвовал в Конклаве);
6. Луис Антонио де Бельюга-и-Монкада, Orat., бывший епископ Картахена, бывший камерленго Священной Коллегии кардиналов [2];
7. Винченцо Бики, камерленго Священной Коллегии кардиналов;
8. Франческо Боргезе, кардинал-священник с титулярной церковью Сан-Сильвестро-ин-Капите ;
9. Сильвио Валенти Гонзага, апостольский легат в Болонье;
10. Винченцо Людовико Готти, O.P., кардинал-священник с титулярной церковью Сан-Систо;
11. Джованни Антонио Гуаданьи, O.C.D., генеральный викарий Рима, префект Священной Конгрегации дисциплины монашествующих, префект Священной Конгрегации по делам резиденций епископов;
12. Антонио Саверио Джентили, апостольский про-датарий, префект Священной Конгрегации Тридентского Собора;
13. Никколо дель Джудиче, кардинал-дьякон с титулярной диаконией Санта-Мария-ад-Мартирес;
14. Пьетро Луиджи Карафа младший, кардинал-священник с титулярной церковью Санта-Приска;
15. Анджело Мария Квирини, O.S.B.Cas., архиепископ-епископ Брешии, библиотекарь Святой Римской Церкви;
16. Просперо Колонна, кардинал-дьякон с титулярной диаконией Сант-Анджело-ин-Пескерия;
17. Марчеллино Корио, кардинал-дьякон с титулярной диаконией Сант-Адриано-аль-Форо;
18. Пьер Марчеллино Коррадини, кардинал-епископ Фраскати;
19. Нери Мария Корсини, префект Верховного Трибунала Апостольской Сигнатуры Справедливости;
20. Никколо Коша, кардинал-священник с титулом церкви Санта-Мария-ин-Домника;
21. Джакомо Ланфредини, епископ Озимо и Чинголи, префект Священной Конгрегации церковного иммунитета;
22. Никколо Мария Леркари, вице-легат в Авиньоне;
23. Карло Мария Марини, префект Священной Конгрегации обрядов, апостольский легат в Романьи;
24. Агапито Моска, апостольский легат в Ферраре;
25. Пьетро Оттобони, кардинал-епископ Остии и Веллетри, декан Коллегии кардиналов, вице-канцлер Святой Римской Церкви, секретарь Верховной Священной Конгрегации Римской и Вселенской Инквизиции, архипресвитер патриаршей Латеранской базилики, архипресвитер патриаршей Либерийской базилики[3];
26. Марчелло Пассери, кардинал-священник с титулом церкви Санта-Мария-ин-Арачели;
27. Доменико Сильвио Пассионеи, секретарь апостольских бреве;
28. Винченцо Петра, великий пенитенциарий, префект Священной Конгрегации Пропаганды Веры;
29. Лодовико Пико делла Мирандола, кардинал-епископ Альбано, префект Священной Конгрегации исправления книг Восточной Церкви, префект Священной Конгрегации индульгенций и священных реликвий;
30. Леандро ди Порца, O.S.B.Cas., епископ Бергамо, префект Священной Конгрегации Индекса[4];
31. Пьетро Мария Пьери, O.S.M., кардинал-священник с титулом церкви Сан-Джованни-а-Порта-Латина[5];
32. Карло Реццонико старший, префект экономии Священной Конгрегации Пропаганды Веры;
33. Доменико Ривьера, префект Священной Конгрегации хорошего управления, префект Священной Конгрегации границ;
34. Бартоломео Русполи, кардинал-дьякон с титулярной диаконией Санти-Козма-э-Дамиано;
35. Томмазо Руффо, кардинал-епископ Порто и Санта Руфина, вице-декан Коллегии кардиналов,
36. Карло Мария Сакрипанте, кардинал-дьякон с титулярной диаконией Санти-Козма-э-Дамиано;
37. Джованни Баттиста Спинола, кардинал-дьякон с титулярной диаконией Сан-Чезарео-ин-Палатио;
38. Франческо Антонио Фини, кардинал-священник с титулом церкви Санта-Мария-ин-Трастевере;
39. Джузеппе Фиррао иль Веккьо, государственный секретарь Святого Престола, префект Верховного Трибунала Апостольской Сигнатуры Милости, префект Священной Конгрегации по делам епископов и монашествующих;
40. Серафино Ченчи, архиепископ Беневенто [6];
41. Камилло Чибо, кардинал-священник с титулом церкви Санта-Мария-дель-Пополо.

## Европа

### Итальянские государства
1. Трояно Аквавива д’Арагона, архиепископ Монреале;
2. Джузеппе Аккорамбони, бывший епископ-архиепископ Имолы;
3. Помпео Альдрованди, епископ-архиепископ Монтефьясконе и Корнето;
4. Просперо Лоренцо Ламбертини, архиепископ Болоньи (был избран папой римским и выбрал имя Бенедикт XIV);
5. Бартоломео Массеи, архиепископ-епископ Анконы и Нуманы;
6. Джузеппе Спинелли, архиепископ Неаполя;
7. Карло Гаэтано Стампа, архиепископ Милана;
8. Карло Винченцо Феррери, O.P., епископ Верчелли;
9. Райньеро д’Эльчи, архиепископ Феррары;
10. Бенедетто Эрба-Одескальки, бывший архиепископ Милана (не участвовал в Конклаве).

### Франция
1. Анри-Осваль де Латур д’Овернь де Буйон, архиепископ Вьенна;
2. Мельхиор де Полиньяк, архиепископ Оша (не участвовал в Конклаве);
3. Леон Потье де Жевр, архиепископ Буржа (не участвовал в Конклаве);
4. Арман Гастон Максимильен де Роган, епископ Страсбурга, Эльзас;
5. Пьер Герен де Тансен, архиепископ Амбрёна;
6. Андре-Эркюль де Флёри, премьер-министр Франции (не участвовал в Конклаве).

### Священная Римская империя
1. Сигизмунд фон Коллонич, архиепископ Вены;
2. Йозеф Доминикус фон Ламберг, князь-епископ Пассау;
3. Филипп Людвиг фон Зинцендорф, епископ Дьёра;
4. Тома Филипп Вальра д’Энен-Льетар д’Эльзас-Буссю де Шиме, архиепископ Мехелена;
5. Дамиан Хуго Филипп фон Шёнборн-Буххайм, князь-епископ Шпайера, коадъютор княжества-епископства Констанца (не участвовал в Конклаве)[7];

### Испания
1. Луис Антонио Хайме, инфант Испанский, архиепископ Толедо (не участвовал в Конклаве);
2. Гаспар де Молина-и-Овьедо, O.E.S.A., епископ Малаги (не участвовал в Конклаве).

### Португалия
1. Томаш де Алмейда, патриарх Западного Лиссабона (не участвовал в Конклаве);
2. Нуно да Кунья-э-Атайде, великий инквизитор Португалии (не участвовал в Конклаве);
3. Жуан да Мотта-э-Силва, премьер-министр Португалии (не участвовал в Конклаве).

### Речь Посполитая
1. Ян Александер Липский, епископ Кракова (не участвовал в Конклаве).